# Kuczyna (rejon orszański)
Kuczyna (biał. Кучына; ros. Кучино, Kuczino) – wieś na Białorusi, w obwodzie witebskim, w rejonie orszańskim, w sielsowiecie Smolany, nad rzeką Adrou.